# Rocznik Tatarów Polskich
Rocznik Tatarów Polskich – rocznik redagowany w Gdańsku w latach 1993-2006. Wydawcą był wówczas Związek Tatarów Rzeczypospolitej Polskiej. Jest kontynuacją periodyku wydawanego w okresie międzywojennym (do roku 1939 ukazały się 3 numery) pod tytułem „Rocznik Tatarski”. 

## Historia
Redaktorzy naczelni:  
- w latach 1932-1939 Leon Kryczyński
- w latach 1993-1994 Ali Miśkiewicz
- w latach 1995-2006 Selim Chazbijewicz

W roku 2014 wydawanie czasopisma zostało wznowione – pod tytułem „Rocznik Tatarów Polskich. Seria 2" – przez Muzułmański Związek Religijny w Rzeczypospolitej Polskiej. Do roku 2016 redaktorem naczelnym periodyku był Selim Chazbijewicz, który w roku 2017 został mianowany ambasadorem RP w Kazachstanie. W związku z tym obowiązki redaktora naczelnego objęła Barbara Pawlic-Miśkiewicz. Selim Chazbijewicz pozostał przewodniczącym Rady Naukowej. Redaktorem prowadzącym jest cały czas Musa Çaxarxan Czachorowski. Rocznik poświęcony jest historii, kulturze i teraźniejszości Tatarów w Polsce i Europie Środkowo-Wschodniej. Tom opublikowany w roku 2014 nosi numer I (XV), jako że pierwszy z serii 2, ale zarazem piętnasty, licząc trzy numery przedwojenne oraz jedenaście powojennych.  

## Tematyka
Stałe działy periodyku to: 
- Artykuły i rozprawy,
- Tatarzy Europy Wschodniej,
- Archiwum Rocznika Tatarów Polskich,
- Recenzje,
- Część literacka,
- Varia.